# Henrik Larsson (lekkoatleta)
Henrik Larsson (ur. 30 września 1999) – szwedzki lekkoatleta, sprinter.
Medalista halowych mistrzostw Europy (2023, 2025), mistrzostw Europy juniorów młodszych (2016) oraz młodzieżowych mistrzostw Europy (2019, 2021).

## Osiągnięcia
- Mistrzostwa Europy Juniorów Młodszych, Tbilisi 2016
  - srebrny medal – bieg na 100 m
- Młodzieżowe Mistrzostwa Europy, Gävle 2019
  - złoty medal – bieg na 100 m
- Młodzieżowe Mistrzostwa Europy, Tallinn 2021
  - srebrny medal – bieg na 100 m
- Halowe Mistrzostwa Europy, Stambuł 2023
  - brązowy medal – bieg na 60 m
- Halowe Mistrzostwa Europy, Apeldoorn 2025
  - srebrny medal – bieg na 60 m

## Rekordy życiowe
- bieg na 60 metrów
  - hala – 6,52 (2025) rekord Szwecji
- bieg na 100 metrów
  - stadion – 10,17 (2023) rekord Szwecji / 10,14w (2018)
- bieg na 200 metrów
  - stadion – 20,78 (2019) / 20,54w (2019)
  - hala – 21,78 (2016)